# فيبافسكي كريج
فيبافسكي كريج (بالإنجليزية: Vipavski Križ)‏ هي منطقة سكنية تقع في سلوفينيا في Ajdovščina Municipality.[بحاجة لمصدر] يقدر عدد سكانها بـ 181 نسمة ومساحتها 0.49 كم2 وترتفع عن سطح البحر 177.7 متر.